# Puliciphora microphthalma
Puliciphora microphthalma är en tvåvingeart som beskrevs av Schmitz och Mjoberg 1924. Puliciphora microphthalma ingår i släktet Puliciphora och familjen puckelflugor. Inga underarter finns listade i Catalogue of Life.